# SV Mattersburg
Az SV Mattersburg egy osztrák labdarúgócsapat. Székhelye a burgenlandi Nagymartonban található.
A klubot 1922-ben alapították, hazai mérkőzéseit a 17100 fő befogadására alkalmas Pappelstadionban játssza. A Bundesliganak a 2003-04-es szezontól egészen a 2019-2020-as idény végéig volt tagja. A 2006-07-es idényben a dobogó harmadik fokán végzett, ami az eddigi legjobb helyezése az osztrák bajnokság történetében.
A 2020-2021-es idényt megelőzően a klubot fizetésképtelenné nyilvánították, miután főtámogatója, a Burgenlandi Kereskedelmi Bankot számviteli botrány miatt bezárták, így a csapat nem kapott licenszet az élvonalba.

## Eredmények

### Osztrák élvonalbeli bajnoki szereplések
Az SV Mattersburg a 2003–04-es idényben szerepelt először az osztrák labdarúgó-bajnokságban. Legjobb eredményét a 2006–07-es idényben érte el, amikor bronzérmes lett.
- Osztrák labdarúgó-bajnokság
  - bronzérmes (1): 2006–07

| Idény   | helyezés | Idény   | helyezés | Idény   | helyezés | Idény   | helyezés |
| ------- | -------- | ------- | -------- | ------- | -------- | ------- | -------- |
| 2003–04 | 8. hely  | 2004–05 | 5. hely  | 2005–06 | 7. hely  | 2006–07 | 3. hely  |
| 2007–08 | 5. hely  | 2008–09 | 9. hely  | 2009–10 | 6. hely  | 2010–11 | 9. hely  |
| 2011–12 | 8. hely  | 2012–13 | 10. hely | 2015–16 | 9. hely  | 2016–17 | 7. hely  |

### Szereplések az osztrák labdarúgókupában
Az SV Mattersburg két alkalommal szerepelt az osztrák labdarúgókupa döntőjében és mindkétszer kikapott az Austria Wientől.
- Osztrák labdarúgókupa (Österreichischer Pokal)
  - ezüstérmes (2): 2006, 2007

## Játékoskeret

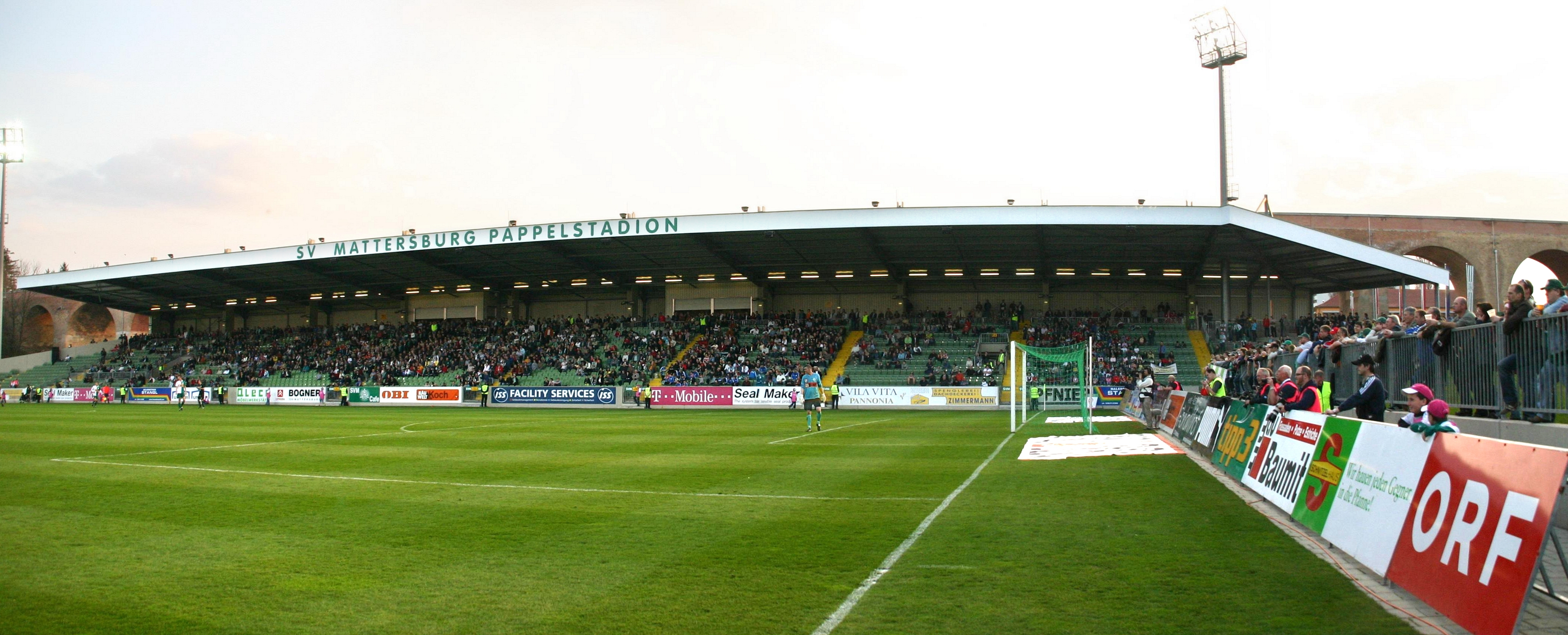
A Pappelstadion

| #  |     | Poszt | Név                 |
| -- | --- | ----- | ------------------- |
| 2  | LIT | V     | Vitālijs Maksimenko |
| 3  | AUT | KP    | Peter Hawlik        |
| 4  | AUT | V     | Nedeljko Malić      |
| 6  | AUT | V     | Philipp Erhardt     |
| 7  | AUT | KP    | Manuel Seidl        |
| 8  | AUT | KP    | Alois Höller        |
| 9  | HUN | CS    | Varga Barnabás      |
| 10 | ESP | KP    | Jano                |
| 11 | AUT | CS    | Alexander Ibser     |
| 13 | AUT | CS    | Florian Templ       |
| 14 | AUT | KP    | Dominik Doleschal   |
| 15 | AUT | KP    | Sven Sprangler      |
| 16 | AUT | KP    | Mario Grgić         |
| 17 | AUT | KP    | Patrick Farkas      |

| #  |     | Poszt | Név                |
| -- | --- | ----- | ------------------ |
| 18 | AUT | V     | Lukas Rath         |
| 20 | AUT | V     | Michael Perlak     |
| 21 | AUT | K     | Markus Kuster      |
| 22 | AUT | K     | Markus Böcskör     |
| 23 | AUT | KP    | Julius Ertlthaler  |
| 24 | AUT | K     | Julian Rosenstingl |
| 25 | AUT | V     | Michael Novak      |
| 26 | ESP | V     | Fran Sánchez       |
| 27 | AUT | KP    | Thorsten Röcher    |
| 28 | AUT | V     | Francesco Lovrić   |
| 31 | AUT | V     | Thorsten Mahrer    |
| 32 | AUT | CS    | Markus Pink        |
| 33 | AUT | CS    | Patrick Bürger     |

Frissítve: 2016. szeptember 24-én

## Ismertebb játékosok
| - Csizmadia Csaba - Waltner Róbert - Fülöp Zoltán - Hannich Péter - Dietmar Kühbauer | - Hannes Reinmayr - Jürgen Patocka - Dalibor Dragic - Miroslav Holeňák - René Wagner | - Jabu Mahlangu - Krzysztof Ratajczyk - Carsten Jancker - Milivoje Novakovič |  |

## A klub eddigi edzői
| - Werner Gregoritsch 2002–04 | - Muhsin Ertuğral 2004 | - Franz Lederer 2004– |